# Elpis (planetka)
(59) Elpis je planetka nacházející se v hlavním pásu asteroidů. Její průměr činí asi 165 km. Byla objevena 12. září 1860 francouzským astronomem J. Chacornacem.